# Hermann Kauffmann (der Jüngere)

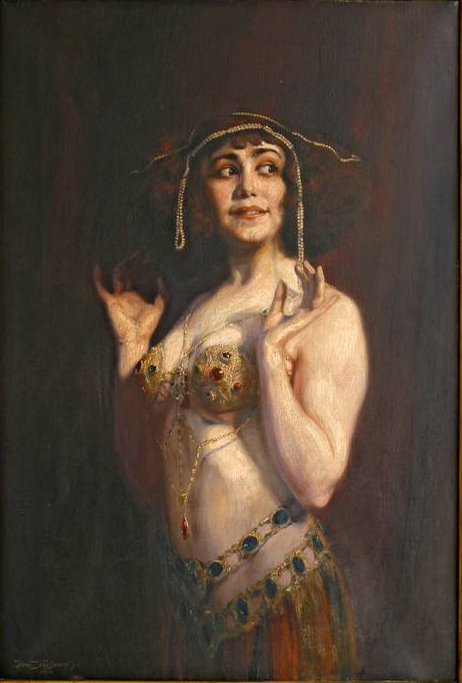
Hermann Kauffmann d. J.: Maria Orska als Salome 1911

Hermann Kauffmann (der Jüngere) (* 27. Februar 1873 in München; † 5. September 1953 in Fischbachau) war ein deutscher Maler.

## Leben
Genannt nach seinem Großvater, dem Hamburger Maler Hermann Kauffmann, und Sohn des Münchner Malers Hugo Kauffmann und seiner Ehefrau Johannette, geborene Crecelius, wuchs Hermann Kauffmann mit sechs Geschwistern in München auf. Von 1883 bis 1887 besuchte er das Münchner Maximiliansgymnasium. Vom Sommersemester 1888 bis zum Wintersemester 1890/91 war er an der Kunstgewerbeschule – als Vorschule zur Kunstakademie – eingeschrieben, bildete sich jedoch privat bei Paul Nauen in München weiter. Anfang der 1890er Jahre führte ihn sein Vater in den Künstlerkreis der „Bären und Löwen“ in Prien am Chiemsee ein, in dem er selbst Mitglied wurde. 1894/95 unternahm er eine Studienreise nach Italien. Wohnung und Atelier nahm er in der Münchner Maxvorstadt, wo er eine „Malschule für Damen“ anmeldete. Häufig hielt er sich auch in Hamburg auf, unter anderem zu Porträtaufträgen (u. a. Bürgermeister Gustav Heinrich Kirchenpauer, Fabrikant Otto Traun), zu Ausstellungen und 1918 zur Ableistung seines Militärdienstes.
Hermann Kauffmann d. J. schuf Bildnisse in kleinem, später auch in größerem Format sowie motivisch in Bayern angesiedelte Figurenbilder und Interieurszenen. Seine Arbeiten, darunter auch Kopien nach Alten Meistern, zeigte er vor allem anlässlich der Jahresausstellungen im Glaspalast in München, in der Großen Berliner Kunstausstellung (1905) sowie in Hamburg, wo er Mitglied im Hamburger Künstlerverein war.

## Werk (Auswahl)
- Schneider in seiner Werkstatt, 1896
- Bildnisstudie, Pastell / Kreuzabnahme, Kopie nach Rembrandt (Alte Pinakothek) / Bildnis, Kopie nach van Dyck / Niederländer: Münchner Jahres-Ausstellung im Glaspalast 1899, Nr. 1415, 2136–2138.
- Dämmerung: Münchner Jahres-Ausstellung im Glaspalast 1900 (MKG), Nr. 470a.
- In der Stube, 1901; Öl/Holz, 25 × 20 cm; signiert.
- Otto Traun zu Pferd / Frl. Goldschmidt zu Pferd / von Hessenthal (Berlin) / Miss Brown / Frau und Frl. Brandes / Maria Orska als Salome / Miniaturbildnis des Bürgermeisters Kirchenpauer (Hamburg, Rathaus): Ausstellung von Bildnissen in Hamburg 1904.
- Boudoirbildchen / Im Boudoir: Offizieller Katalog der Münchner Jahresausstellung 1904 im Glaspalast (MKG), Nr. 524–525.
- Naseweischen, Boudoirbild: Offizieller Katalog der Münchner Jahresausstellung 1905 im Glaspalast, Nr. 633.
- Interieurszene mit Bauer und Bäuerin, 1917; Öl/Lwd., 22 × 20 cm; signiert.
- Oberbayerischer Jäger, auf sein Gewehr gestützt, eine Pfeife haltend, 1920; Öl/Holz, 20,7 × 16,2 cm; signiert.
- Bildnis Professor von H., Öl: Münchner Kunstausstellung 1922 im Glaspalast (MKG), Nr. 880.
- Mädchenkopf, Öl: Münchner Jahres-Ausstellung im Glaspalast 1924 (MKG), Nr. 730.
- Damenbildnis Frl. B., Öl: 1. Allgemeine Kunstausstellung München 1926 im Glaspalast, Nr. 457.
- Bildnis eines älteren Herrn, 1934; Öl auf Karton, 43,5 × 31 cm; signiert.
- Der Jäger, Brustbild eines älteren Mannes mit Gewehr und Pfeife, Öl/Holz, 21 × 16 cm; signiert: Schleinitz Collection, Milwaukee Art Center, Inv.Nr. M 1962.130: „The Hunter“.[5]
- Bildnis Professor Dr. Wilhelm von Christ: München, Ludwig-Maximilians-Universität, Philologisches Seminar.[6]